# ماتسورا شیگه‌نوبو
ماتسورا شیگه‌نوبو (به ژاپنی: 松浦重信 Matsura Shigenobu); ۱ ژانویهٔ ۱۵۴۹ – ۳ ژوئیهٔ ۱۶۱۴) دایمیو، سامورایی در دوره سنگوکو و دوره آزوچی-مومویاما، اهل ژاپن بود. وی یکی از فرماندهان در تهاجم ژاپن به کره (۱۵۹۸–۱۵۹۲) بود. از ۳٬۰۰۰ سربازی که وی به همراه برده بود ۱٬۹۱۸ نفر در جنگ کره کشته شدند. او اولین فرمانروا و ارباب هیرادو (ناگاساکی) بود.
در زمان پدرش، تجارت هیرادو از نقش اصلی خود محروم شده بود، زیرا کشتی‌های پرتغالی به ناگاساکی نقل مکان کردند، و اقتصاد ماتسورا رونق سابق خود را از دست داد و شیگه‌نوبو رؤیای بازسازی آن را داشت. پیش از این، در سال پنجم از دوران کیچو، کشتی لیفده، یکی از پنج کشتی تجاری شرکت وان در هاگن سد روتم، در ولایت بونگو به ساحل نشسته بود و خود شیگه‌نوبو یک کشتی ساخت و آن را به یکی از خدمه خود به نام کواکرناک داد تا به خانه بازگردد. کواکرناک در سال ۱۶۰۵ با حمل نامه شخصی ایه‌یاسو از هیرادو حرکت کرد و به ماتلیف دو جونگ، فرمانده ناوگان اعزامی کمپانی هند شرقی هلند، در پاتانی (شبه جزیره مالایی) گزارش داد. علاوه بر نامه شخصی، کواکرناک از فرماندار کل برای ارتقای تجارت با ژاپن، همان‌طور که شیگنوبو درخواست کرده بود، درخواست کرد، بنابراین دی یونگ نامه ای خطاب به کواکرناک را در یک کشتی ژاپنی سپرد و قول داد که به هیرادو بیاید.
در سال ۱۶۰۹، دو سال دیرتر از زمان وعده داده شده، دو کشتی به نام‌های Roederef و Freehun در سواحل ناگاساکی ظاهر شدند و تحت هدایت یک سکاندار، اولین کشتی هلندی در ۳۱ مه وارد بندر هیرادو شد. شیگه‌نوبو فرستاده هلند را به سونپو (محل بازنشستگی ایه‌یاسو) برد تا سند ملی را ثبت کند و اجازه تجارت را بگیرد. یک پست تجاری هلندی در هیرادو (ناگاساکی) افتتاح شد و ژاک اسپکس اولین مدیر آن شد. همچنین در سال ۱۶۱۳ جان ساریس از کمپانی هند شرقی بریتانیا به هیرادو آمد. شیگه‌نوبو و تاکانوبو با گرفتن نامه دولتی پادشاه جیمز اول و گرفتن مهر قرمز از ایه‌یاسو مبنی بر اجازه تجارت، یک پست تجاری بریتانیایی را در کیهیکیتا-چو، هیرادو، با سرپرستی ریچارد کوکز به عنوان اولین مدیر افتتاح کردند. در همان سال، آدامز نیز به هیرادو دعوت شد، جایی که تجارت هیرادو را احیا کرد (تا اینکه تجارت خارجی در انحصار شوگون‌سالاری قرار گرفت).